# 베스튀를란드
베스튀를란드(아이슬란드어: Vesturland)는 아이슬란드의 8지역 중 하나로 아이슬란드의 서부에 있는 지역이다. 청사 소재지는 보르가르네스이고, 최대도시는 아크라네스로 인구는 6,699명이다.

## 인구
| 연도 | 인구 (명) | 백분율 |
| ---- | --------- | ------ |
| 1920 | 10,167    | 10.77% |
| 1930 | 9,636     | 8.87%  |
| 1940 | 9,927     | 8.17%  |
| 1950 | 10,065    | 6.98%  |
| 1960 | 11,973    | 6.68%  |
| 1970 | 13,205    | 6.45%  |
| 1980 | 14,884    | 6.44%  |
| 1990 | 14,537    | 5.64%  |
| 2000 | 14,263    | 5.01%  |
| 2010 | 15,370    | 4.84%  |